# Шкильнюк, Порфирий Владимирович
Порфирий Владимирович Шкильнюк (род. 11 ноября 1963, Окница) — политический деятель Приднестровской Молдавской Республики (ПМР). Депутат Верховного совета Приднестровской Молдавской Республики VII созыва.

## Биография
Порфирий Шкильнюк родился 11 ноября 1963 года в селе Окница Каменского района Молдавской ССР.
В 1979 году окончил восьмилетнюю Окницкую школу, в 1982 году — Каменский совхоз-техникум имени И. Солтыса.
С 1982 по 1984 годы проходил службу в Вооружённых силах СССР. 1984—1985 гг. — матрос-спасатель Каменского производственного управления жилищно-коммунального хозяйства.
По окончании Горьковской высшей школы МВД СССР в 1989 году получил диплом о высшем юридическом образовании.
С 1989 по 1998 годы проходил службу в органах внутренних дел на разных должностях в ОБХСС, ОБЭП, отделе по борьбе с организованной преступностью и коррупцией МВД ПМР.
С 1998 года — первый заместитель генерального директора ООО «Шериф».
В ноябре 2015 года был допрошен СК ПМР в ходе проведения расследования внешнеэкономической деятельности ООО «Шериф».
В 2020 году избран депутатом Верховного совета Приднестровской Молдавской Республики VII созыва по избирательному округу № 13 «Хрустовской».
Женат, имеет двое детей.

## Награды
- Орден Республики (20 июня 2018) — за многолетний добросовестный труд, высокие организаторские и профессиональные способности и в связи с 25-летием со дня образования общества с ограниченной ответственностью «Шериф»[3].